# الدمينة الشرقية
الدمينة الشرقية قرية من قرى مركز القصير التابعة لمنطقة القصير في محافظة حمص. تقع جنوب مدينة حمص.
تقع قرية الدمينة الشرقية على الطريق الواصل بين مدينتي حمص والقصير وتبعد حوالي 20 كم عن مدينة حمص. وتبعد حوالي 3 كم عن اتوستراد دمشق - حمص. وتشتهر هذه القرية بزراعة اللوز والعنب والزيتون.
يبلغ عدد سكان القرية 3000 نسمة. يتميز الطقس في فصل الشتاء بالبرودة حيث تصل درجة الحرارة إلى ما دون الصفر وفي الصيف يكون الطقس معتدلا ولا تتعدى درجات الحرارة 25 درجة مئوية، سكان القرية من المسيحيين الكاثوليك ويوجد كنيسة واحدة في القرية هي كنيسة القديس جاورجيوس ، ومن المنشآت الموجودة في القرية:
- مدرسة الدمينة الشرقية الابتدائية.
- مدرسة الدمنية الشرقية الاعدادية.
- مدرسة الدمينة الشرقية الثانوية.
- بلدية الدمينة الشرقية.
- مخفر للشرطة.
- معمل للسجاد اليدوي.
- مستوصف.

وجاري الآن بناء صالة القرية بمساعدة وتبرعات أهل القرية.
للتواصل مع اهالي القرية يرجى زيارة المنتدى على العنوان التالي
http://www.aldmenaalsharqiya.com

## وصلات خارجية
- موقع تعريفي